# Енн у Домі Мрії
«Енн у Домі Мрії» — п'ята книга із циклу про життя Енн Ширлі Люсі Мод Монтгомері, опублікований у 1917 році, який складається з восьми романів. Події розгортаються на узбережжі затоки Чотирьох Вітрів.

## Сюжет
Енн одружується з Гілбертом Блайтом. Вони покидають Ейвонлі, оскільки Гілбер починає працювати лікарем у приморському селищі Глен СентМері, на узбережжі затоки Чотирьох Вітрів. В житті Енн з'являються нові друзі: капітан Джим, що працює на маяку, панна Корнелія Брайант і Леслі Мур. На цьому узбережжі Енн та Гілберт живуть у Домі Мрії. Енн як вже одружена жінка зазнає нових викликів: як радісних, так і гірких. Врешті Енн стає матір'ю.

## Видання українською
Визнання українських читачів цикл книжок про Енн Ширлі здобув завдяки перекладам Анни Вовченко, які побачили світ у львівському видавництві «Урбіно».

## «Енн» і туристична індустрія
Зелені Дахи — це назва фермерського господарства 19-го століття у Кавендіші (Острів Принца Едварда, Канада). Це одна з найвідоміших пам'яток в Канаді, що пов'язані з літературою. Будинок був офіційно визнаний Національно-історичною пам'яткою Канади у 1985 році, маєток розташований на території Національного парку Острів Принца Едуарда. Популярність авторки та персонажів її книг активно використовується туристичною індустрією канадської провінції Острів Принца Едварда. У туристичні маршрути включено відтворений хутір-музей Green Gables, «населений» персонажами роману. У театрах йдуть мюзикли за книгами Монтгомері. Туристам радять відвідати шоколадний магазин, де «колись купувала цукерки сама Люсі Мод» тощо.

## Розділи
| - Розділ 1. На горищі Зелених Дахів - Розділ 2. Дім мрії - Розділ 3. Країна мрій - Розділ 4. Перша наречена в Зелених Дахах - Розділ 5. Дорога додому - Розділ 6. Капітан Джим - Розділ 7. Дружина шкільного вчителя - Розділ 8. Панна Корнелія Брайант заходить у гості - Розділ 9. Вечір на мисі Чотирьох Вітрів - Розділ 10. Леслі Мур - Розділ 11. Історія Леслі Мур - Розділ 12. Леслі заходить у гості - Розділ 13. Примарний вечір - Розділ 14. Листопадові дні | - Розділ 15. Різдво в Чотирьох Вітрах - Розділ 16. Зустріч Нового року на маяку - Розділ 17. Зима в Чотирьох Вітрах - Розділ 18. Весняні дні - Розділ 19. Світанок і захід сонця - Розділ 20. Зникла Маргарет - Розділ 21. Здолані перешкоди - Розділ 22. Панна Корнелія влаштовує справи - Розділ 23. З’являється Оуен Форд - Розділ 24. «Книга життя» капітана Джима - Розділ 25. Створення роману - Розділ 26. Зізнання Оуена Форда - Розділ 27. На піщаних дюнах - Розділ 28. Плин життя | - Розділ 29. Гілберт і Енн не доходять згоди - Розділ 30. Леслі вирішує діяти - Розділ 31. Правда визволяє - Розділ 32. Панна Корнелія висловлює свою думку - Розділ 33. Леслі повертається - Розділ 34. Корабель мрії заходить у гавань - Розділ 35. Політика в Чотирьох Вітрах - Розділ 36. Оздоба замість попелу - Розділ 37. Панна Корнелія приносить несподівану звістку - Розділ 38. Червоні троянди - Розділ 39. Капітан Джим «пропливає між берегів» - Розділ 40. Прощання з Домом Мрії |

## Інші книги
| # | Назва книги                   | Дата публікації | Вік Енн Ширлі |
| 1 | Енн із Зелених Дахів          | 1908            | 11-16         |
| 2 | Енн із Ейвонлі                | 1909            | 16-18         |
| 3 | Енн із Острова Принца Едварда | 1915            | 18-22         |
| 4 | Енн із Шелестких Тополь       | 1936            | 22-25         |
| 5 | Енн у Домі Мрії               | 1917            | 25-27         |
| 6 | Енн із Інглсайду              | 1939            | 34-40         |
| 7 | Діти з Долини Райдуг          | 1919            | 41            |
| 8 | Рілла з Інглсайду             | 1921            | 49-53         |

| # | Назва книги                       | Дата публікації | Вік Енн Ширлі |
| — | Ейвонлійські хроніки              | 1912            | —             |
| — | Ейвонлійські хроніки. Продовження | 1920            | —             |
| — | The Blythes Are Quoted            | 2009            | —             |